# Manuel Martí
Manuel Martí (en latin Martinus), né en 1663 et mort en 1737, est un archéologue, humaniste, écrivain et helléniste valencien.

## Biographie
Né en 1663 à Oropesa, dans le Royaume de Valence, il avait reçu de la nature les plus heureuses dispositions pour les lettres. Michel Falco, abréviateur de la Grammaire de Sanchez, lui apprit les éléments de la langue latine. Dès l’âge de dix ans, Martí composait de petites pièces de vers fort applaudies, et qu’il eut le bon esprit de brûler quand il en eut reconnu lui-même les imperfections. Ses parents l’envoyèrent continuer ses études à l’Université de Valence, où il s’appliqua successivement à la philosophie et à la théologie, sciences dans lesquelles il fit de rapides progrès ; mais il continuait de cultiver en secret la poésie et d’orner son esprit par la lecture des meilleurs ouvrages de l’antiquité. Admis dans les sociétés les plus brillantes, il inspira sans le vouloir des sentiments trop tendres à une dame de la première distinction. Pour éviter ses poursuites, il se retira à Huesca, et ne revint à Valence que lorsqu’il crut le danger passé. Il avait appris à lire et à entendre le grec ancien sans autre secours qu’un Hésiode que le hasard lui avait procuré. Le désir de se perfectionner dans la connaissance de cette langue le conduisit à Rome en 1686. Au bout de quelques mois d’application, il écrivit et parla le grec avec la même facilité que le latin. Il apprit ensuite l’hébreu et le français non moins rapidement. Dès que Martí fut connu à Rome, l’académie des Infecondi s’empressa de lui ouvrir ses portes, et celle des Arcadiens ne tarda pas à lui faire le même honneur. Le Cardinal Aguirre, charmé des talents de son jeune compatriote, le choisit pour son bibliothécaire en 1688 et le chargea de surveiller l’impression de son édition des Conciles d’Espagne. Martí revit ensuite et publia par l’ordre de son protecteur la Bibliotheca Hispana vetus de Nicolás Antonio. Dans ce temps-là le duc de Medinaceli, ambassadeur d’Espagne, ayant entendu vanter le mérite de Martí, souhaita de l’avoir pour secrétaire ; mais le cardinal Aguirre refusa de le lui céder, et, tandis que le duc sollicitait un ordre du roi, le doyenné d’Alicante étant venu à vaquer, Martí fut pourvu de ce bénéfice et revint en Espagne, où il reçut les ordres sacrés. Il ne tarda pas à s’ennuyer dans une ville où il ne pouvait cultiver son goût pour les lettres, et ayant obtenu la permission de se faire suppléer par un vicaire, il revint en 1699 à Valence, au milieu de ses anciens amis. Le duc de Medinaceli, de retour en Espagne, le pressa d’accepter la place de son bibliothécaire, et le doyen se rendit à ses instances en 1704. Il mit à profit les richesses qui lui étaient confiées pour acquérir de nouvelles connaissances, principalement dans les antiquités et la numismatique. Le bonheur dont jouissait Martí ne fut pas de longue durée. Son protecteur, enfermé dans la citadelle de Pampelune, y mourut en 1710. Sa famille venait d’être ruinée par la guerre, et le revenu de son bénéfice était presque réduit à rien. Le chagrin qui le rongeait fit craindre pour sa vie : on lui conseilla de voyager pour se distraire, et il se rendit à Séville, où il reçut du duc de Medina, neveu de son bienfaiteur, un accueil qui calma ses inquiétudes. Il visita les principales antiquités de l’Espagne, et forma, des médailles qu’il recueillait, une collection précieuse qu’il porta à Rome en 1717 ; mais, à peine était-il arrivé que Philippe V ordonna à tous les Espagnols qui se trouvaient dans cette ville d’en sortir sur-le-champ. Martí obéit, quoique malade ; il vendit son médaillier et revint habiter Alicante. Depuis longtemps l’excès du travail avait affaibli sa vue : il perdit l’usage des yeux en 1723. Il vendit alors ses livres et le reste de ses collections, qui lui devenaient inutiles. Dès ce moment, il ne fit plus que languir jusqu’à sa mort, arrivée le 21 avril 1737. Martí avait pour amis les hommes les plus savants de l’Europe : en France, le P. Bernard de Montfaucon ; en Italie, Giovanni Vincenzo Gravina, Raffaello Fabretti, Giovanni Ciampini et le marquis Scipione Maffei, auquel il adressa plus de quatre cents inscriptions inédites ; en Espagne, Gregorio Mayans y Siscar, etc.

## Œuvres
Martí a composé un grand nombre d’ouvrages, dont quelques-uns seulement ont été imprimés. Ce sont :
- Soledad (la Solitude), Valence, 1682, in-4°. C’est une silve imitée de Luis de Góngora.
- Amalthea geographica, Rome, 1686, in-8°, recueil d’élégies dont les sujets paraîtront sans doute bien singuliers : les métaux, les pierres précieuses, les quadrupèdes, les oiseaux, les poissons, etc.
- De Tiberis alluvione Sylva, ibid., 1688, in-4°.
- la Description du théâtre de Sagonte, dans l’Antiquité expliquée du P. Montfaucon, 2e partie, p. 237. Martí adressa en même temps au savant bénédictin le plan de ce théâtre, celui de l’amphithéatre d’Italica, inséré dans le même volume, et les dessins de bas-reliefs et d’antiquités publiés dans les volumes suivants.
- Epistolarum libri XII, Madrid, 1735, 2 vol. in-8°, recueil publié par les soins de Gregorio Mayans, qui le fit précéder d’une Vie de Martí. Peter Wesseling en a donné une 2e édition, augmentée d’une préface et de différentes pièces, Amsterdam, 1738, 2 vol. in-4°. Ce recueil de lettres est très-important pour l’histoire littéraire.
- Oratio pro crepitu ventris habita ad patres crepitantes, Cosmopoli, 1768, in-32, rare, traduit en italien, Venise, 1787. Ce badinage, dans lequel on ne trouve rien qui puisse choquer les oreilles les plus délicates, est le résultat d’une espèce de défi adressé à Martí en présence du cardinal Aguirre. Wesseling l’a inséré dans son édition des Lettres latines qu’on vient de citer. On a attribué à Martí les Notes sur les satires de Q. Sectanus (Lodovico Sergardi), Amsterdam, Elzévir (Rome ou Naples), 1700, in-8° ; mais Gregorio Mayans parle des notes que Martí avait composées sur ces satires comme d’un ouvrage qui n’avait couru qu’en manuscrit, et il promettait en 1735 de les publier s’il en trouvait l’occasion. Parmi les ouvrages inédits de Martí on se contentera de citer un recueil d’élégies intitulé Amores, des Odes, des Hendécasyllabes, la traduction latine des deux premiers volumes des Commentaires d’Eustathe sur Homère, d’un grand nombre d’épigrammes de l’Anthologie grecque, etc. On peut consulter pour plus de détails la Vie de Martí, par Mayans ; elle est diffuse, mais curieuse. On en trouve une bonne analyse dans la Bibliothèque raisonnée, t. 21, et dans le Dictionnaire de Moréri, édition de 1759. Voyez aussi António Félix Mendes, Oratio in obitum Emanuelis Martini, Lisbonne, 1737, in-4°, et Sectani Q. (Sergardi) Satyræ, t. 2, sat. 11, p. 211, 249, 262, édition de Lucca, 1783, avec les notes du P. Gianelli.